# Министерство архитектуры и строительства Республики Беларусь
Министерство архитектуры и строительства Республики Беларусь (Минстройархитектуры; бел. Міністэрства архітэктуры і будаўніцтва Рэспублікі Беларусь) — республиканский орган государственного управления, разрабатывающий и регулирующий архитектурную, градостроительную и строительную деятельность, промышленность строительных материалов и сферу инвестиций, а также осуществляющий государственную политику в сфере жилищного строительства. Министр — Александр Викторович Студнев.

## История
В 1955 году был образован Государственный комитет Совета министров БССР по делам архитектуры и строительства (Госстрой БССР), ставший непосредственным предшественником Минстройархитектуры. 29 мая 1957 года госкомитет был упразднён, а его функции 30 июля 1957 года переданы Главному управлению по делам архитектуры и строительства Совета министров БССР. 28 марта 1959 года госкомитет был воссоздан, 21 мая 1963 года преобразован из республиканского в союзно-республиканское ведомство и переименован в Государственный комитет Совета министров БССР по делам строительства (Госстрой БССР). 5 сентября 1968 года было утверждено Положение о госкомитете. Постановлением Верховного Совета БССР от 20 февраля 1991 года госкомитет был преобразован в Государственный комитет БССР по архитектуре и строительству. В сентябре 1991 года переименован в Государственный комитет Республики Беларусь по архитектуре и строительству.
Помимо госкомитета по строительству, в БССР существовали также иные органы управления промышленностью: в 1953 году было создано Министерство жилищно-гражданского строительства БССР, преобразованное в Министерство строительства БССР в 1957 году и упразднённое в 1967 году. Действовали также Министерство промышленного строительства, Министерство сельского строительства и Министерство монтажных и специальных строительных работ БССР.
Указом Президента Республики Беларусь от 26 августа 1994 года № 74 было создано Министерство архитектуры и строительства Республики Беларусь. В его состав вошли упраздняемые этим же указом Министерство промышленности строительных материалов, Министерство строительства и эксплуатации автомобильных дорог и Государственный комитет по архитектуре и строительству. В 1997 году было ликвидировано главное управление строительства и эксплуатации автомобильных дорог. 11 января 1997 года в министерстве был создан Комитет по надзору за ведением работ в строительстве, в октябре-ноябре 1999 года преобразован в Комитет государственного строительного надзора, 8 января 2002 года преобразован в Департамент государственного строительного надзора.
Положения о министерстве утверждались постановлениями Совета министров Республики Беларусь от 18 октября 1994 года № 125, 14 апреля 1997 года № 307, 25 октября 2001 года № 1541 и 31 июля 2006 года № 973.

## Структура
В структуре центрального аппарата министерства — 4 главных управления, 3 управления, 1 самостоятельный отдел:
- Главное управление архитектуры, градостроительства, проектной, научно-технической, инновационной политики и цифровой трансформации;
- Главное управление промышленности строительных материалов и конструкций;
- Главное управление строительства и жилищной политики;
- Главное управление экономики и внешнеэкономической деятельности;
- Управление информации и контроля;
- Управление нормативного правового обеспечения строительной отрасли;
- Управление финансов, кредита и регулирования бухучета и отчетности в строительной отрасли;
- Отдел кадровой политики;

Минстройархитектуры подчинены 17 государственных организаций и переданы в управление акции (доли в уставных фондах) более чем полусотни хозяйственных обществ.

## Руководство
Текущее руководство:
- Министр — Александр Викторович Студнев;
- Первый заместитель министра — Швец Олег Дмитриевич;
- Заместители — Александр Олегович Шваюнов, Александр Анатольевич Балашенко.

Прежнее руководство
- Геннадий Васильевич Новицкий (1994—1997);
- Виктор Николаевич Ветров (1997—1999);
- Геннадий Филиппович Курочкин (1999—2006);
- Александр Ильич Селезнёв (2006—2010);
- Анатолий Иванович Ничкасов (2010—2013);
- Анатолий Борисович Чёрный (2013—2018);
- Дмитрий Михайлович Микулёнок (2018—2020).